# Fatěž
Fatěž (rusky Фате́ж) je město v Kurské oblasti v Ruské federaci. Při sčítání lidu v roce 2010 měl přes pět tisíc obyvatel.

## Poloha
Fatěž leží na severním břehu Usoži (přítok Svapy v povodí Dněpru). Od Kursku, správního střediska oblasti, je vzdálen přibližně pětačtyřicet kilometrů severovýchodně.

## Dějiny
Vesnice Fatěž vznikla v 17. století. Dne 23. května 1779 se stala městem.
Za druhé světové války obsadila Fatěž 22. října 1941 německá armáda a 7. února 1943 jej dobyl zpět Brjanský front Rudé armády.

## Rodáci
- Georgij Vasiljevič Sviridov (1915–1998), skladatel